# Democracia Popular
Die Democracia Popular (DP) (deutsch: Volksdemokratie) (eigentlich: Democracia Popular-Unión Demócrata Cristiana (DP-UDC)), heute: Unión Demócrata Cristiana (UDC) (deutsch: Christdemokratische Union) ist eine moderat linke, christdemokratische Partei Ecuadors, die 1979 als Democracia Popular formal gegründet wurde. Seit 1964 bestand eine Vorgängerorganisation Democracia Popular Cristiana mit nur geringer politische Relevanz. Ihr aktueller Präsident ist Diego Ordóñez Guerrero.
Zum Zeitpunkt ihrer Gründung stellte die DP mit Osvaldo Hurtado bereits den Vizepräsidenten in der Regierung Jaime Roldós, der nach dessen Tod die Regierung übernehmen sollte. Sie war stets mit einigen Abgeordneten im Parlament vertreten, ohne Mehrheiten bilden zu können. Die Präsidentschaftskandidaturen von Julio César Trujillo 1984, Jamil Mahuad 1988, Vladimiro Álvarez 1992 und Rodrigo Paz 1996 blieben ohne Erfolg. Erst 1998 stellte sie mit Jamil Mahuad – mit Unterstützung der konservativeren Partido Social Cristiano – wieder den Präsidenten. Bis dahin regierte sie 12 Jahre lang die Stadt Quito -1992 bis 1998 mit Mahuad als Bürgermeister- und 8 Jahre lang die Stadt Cuenca. Seit dem Abtreten Mahuads im Jahr 2000 ist sie deutlich geschwächt. 2006 hat sich die DP in Unión Demócrata Cristiana umbenannt. Bei den Wahlen im selben Jahr hatte sie noch 5 Abgeordnete im Nationalkongress, bei den Wahlen zur Verfassunggebenden Versammlung 2007 keinen einzigen.
Auch bei den Wahlen zur Nationalversammlung 2009 konnte die UDC keinen Sitz erlangen.
Die UDC hatte mit der Juventud Demócrata Cristiana (JDC) eine aktive Jugendorganisation. Im Sommer 2013 wurde die Partei aufgelöst.